# Brykula Nowa
Brykula Nowa (ukr. Нова Брикуля, Nowa Brykula) – wieś na Ukrainie w rejonie tarnopolskim należącym do obwodu tarnopolskiego.
W II Rzeczypospolitej wieś w powiecie trembowelskim w województwie tarnopolskim.
W 1944 nacjonaliści ukraińscy z OUN-UPA zamordowali tutaj 13 Polaków.
Do 2020 w rejonie trembowelskim.